# Marçà
Marçà – gmina w Hiszpanii, w prowincji Tarragona, w Katalonii, o powierzchni 16,17 km². W 2011 roku gmina liczyła 638 mieszkańców.